# Choszczów
Choszczów is een plaats in het Poolse district  Puławski, woiwodschap Lublin. De plaats maakt deel uit van de gemeente Kurów en telt 271 inwoners.